# (21076) Kokoschka
(21076) Kokoschka ist ein Asteroid des Hauptgürtels, der am 12. September 1991 von den deutschen Astronomen Freimut Börngen und Lutz D. Schmadel am Observatorium der Thüringer Landessternwarte Tautenburg (IAU-Code 033) entdeckt wurde.
Der Asteroid ist seit dem 9. Mai 2001 nach dem österreichischen Maler, Grafiker und Schriftsteller Oskar Kokoschka (1886–1980) benannt, der durch seine in ausdrucksstarken Farben gehaltenen Porträts, Städteansichten und Landschaftsbilder zu einem herausragenden Vertreter des Expressionismus wurde.